# Бехремагиница
Бехремагиница је ниска планина у Босни и Херцеговини између реке Сане и њене десне притоке Гомјенице, са највишом тачком Разбој на 960 метара.
Грађена је од филитних и пешчарских шкриљаца и пешчара пермо-карбонске старости. Њен валовити рељеф, формиран ерозијом, подељен је дубоко усеченим долинама потока и речица.
Према североистоку и југоистоку Бехремагиница се постепено спушта, док према западу стрмо пада. Уз шуме, постоје обрадиве површине, пашњаци и многобројни раштркани засеоци.
У административном смислу представља природну границу на тромеђи општина Бања Лука, Сански Мост (са новоформираном општином Оштра Лука) и Приједор. Насеља којима припада су: Усорци, Сасина, Шкрљевита, Стратинска, Буснови и Томашица. На попису становништва 1991. године подручје Бехремагинице (обухват наведених шест насеља) је имало 4.647 становника, од чега 2.661 Срба, 1.850 Хрвата, 4 Муслимана, 73 Југословена и 59 осталих. 